# The Maid Freed from the Gallows
The Maid Freed from the Gallows (La fanciulla liberata dalla forca) è una canzone folk inglese. La ballata parla di una giovane fanciulla condannata a morte che supplica che qualcuno riscatti la propria libertà.
Nella collezione di ballate di Francis James Child, pubblicata alla fine del XIX secolo, è identificata come la n. 95 e scomposta in undici varianti, di cui alcune frammentarie, che vanno da 95A a 95K. Esistono inoltre ulteriori versioni della canzone nelle tradizioni folk di altre culture. Venne registrata per la prima volta nel 1939 da Lead Belly con il titolo di The Gallis Pole; il gruppo rock inglese dei Led Zeppelin, ne fece una versione intitolata Gallows Pole pubblicata nel loro terzo album del 1970.

## Sinossi
Benché esistano numerose varianti, ogni versione racconta una storia simile. Una giovane fanciulla celibe sta per essere giustiziata alla forca (per motivi sconosciuti) e dichiara la propria innocenza al boia (o al giudice) nell'attesa che qualcuno arrivi a corromperlo. La prima persona che si fa avanti (il padre, la madre o i fratelli) non porta nulla con sé e giunge giusto per vedere l'impiccagione. L'ultima persona ad arrivare, che spesso rappresenta il suo vero amore, porta con sé dell'oro per cercare di salvarla.
Il ritornello più comune è:
"Hangman, hangman, hangman / slack your rope awhile.
I think I see my father / ridin’ many a mile.
Father, did you bring any silver? / father, did you bring any gold,
Or did you come to see me / hangin’ from the gallows pole?"
"No, I didn’t bring any silver, / no I didn’t bring any gold.
I just come to see you / hangin’ from the gallows pole."
"Boia, boia, boia / rilasciate la vostra corda per un momento.
Credo di vedere mio padre / arrivare da lontano.
Padre, avete portato tutto l'argento? / padre, avete portato l'oro,
O sei venuto per vedermi / Appesa alla forca?"
"No, non ho portato l'argento, / non ho portato l'oro.
Sono solo venuto per vederti / Appesa alla forca."
È stato ipotizzato che con oro non ci si riferisca al metallo quanto ad una brocca di vino o al contrario ad un'allegoria simbolica come prova della verginità o fedeltà della fanciulla per restaurarle il suo onore. Questa interpretazione potrebbe giustificare il fatto che in molte versioni la fanciulla chieda ai visitatori se hanno portato o pagato la propria quota. In qualche variante la risposta data è: "Non ti ho portato l'oro / Ma ho pagato il tuo conto" ("I haven't brought you gold / But I have paid your fee")
Un altro titolo della ballata è The Prickly Bush ("Il cespuglio spinoso") per il fatto che nel ritornello la ragazza si trova aggrovigliata all'interno di un cespuglio le cui spine pungono metaforicamente il suo cuore. In queste varianti il refrain tipico è il seguente:
O the prickly bush, the prickly bush,
It pricked my heart full sore;
If ever I get out of the prickly bush,
I'll never get in any more.
Oh il cespuglio spinoso, il cespuglio spinoso,
Punse il mio cuore di grandi dolori;
Se mai uscirò dal cespuglio spinoso,
non ci ricadrò più dentro.

## Origine
La ballata è presente in parecchie altre lingue, oltre all'inglese: in Finlandia si segnalano una cinquantina di versioni (la più conosciuta porta il titolo di Lunestettava neito), in Svezia è chiamata Den Bortsålda, mentre in tedesco diventa Die Losgekaufte. Una versione lituana parla invece di una fanciulla in ostaggio che chiede ai genitori i loro beni più preziosi (la spada, la casa, la corona, l'anello, ecc...) per essere riscattata. Questi rifiutano e la ragazza li maledice, mentre benedice il fidanzato che l'ha liberata. Una canzone molto simile a quella lituana è Nieia Kajon sis in sami settentrionale.
In Fehér Anna, una versione ungherese pubblicata da Béla Bartók, László è imprigionato per aver rubato dei cavalli. La sorella Anna per liberarlo passa la notte a letto col giudice Horvat per cercare di corromperlo ma non riesce a salvare il fratello. La ragazza allora lancia al giudice tredici maledizioni. Una ballata non differente da Fehér Anna è presente anche nella tradizione popolare italiana e si intitola Cecilia. Il marito di Cecilia è condannato all'impiccagione e la moglie chiede al capitano come sia possibile risparmiargli la vita. Il capitano promette di salvare il marito se Cecilia si concede a lui. La mattina seguente, dopo aver passato la notte col capitano, Cecilia vede dalla finestra il marito impiccato.
Per Francis James Child la versione inglese è "difettosa e deformata" poiché è andata persa la logica narrativa ed è rimasto soltanto l'episodio del riscatto. Numerose varianti europee spiegano il motivo del riscatto: l'eroina è stata rapita da dei pirati. In uno dei testi simili di Child, il 95K, la ballata degenera in un gioco per bambini, mentre altri dell'Inghilterra del Nord sono sopravvissuti come canzoni-favole col titolo di The Golden Ball. Child notò degli esempi ulteriori dalle Fær Øer, dalla Russia e dalla Slovenia in cui era un uomo a venire riscattato da una donna.

## Varianti
In diverse varianti il protagonista è un uomo. Ciò sembra molto comune nelle versioni provenienti dagli Stati Uniti, dove le impiccagioni a delle donne erano piuttosto rare. Il crimine commesso dal protagonista non è sempre menzionato: se è una protagonista femminile è tenuta in ostaggio dai pirati o imprigionata per aver rubato un oggetto al proprio capo. In altri contesti si parla di una donna che ha perso un prezioso globo d'oro.

## Versioni

### La versione di Lead Belly
Il cantante folk Lead Belly registrò The Gallis Pole negli anni trenta e la rese popolare tanto quanto altri suoi brani, come Cotton Fields e Midnight Special. La ballata, edita dalla Folkways, è stata recentemente ri-pubblicata dalla Biblioteca del Congresso. Durante la registrazione, il cantante interrompe diverse volte la canzone con delle digressioni parlate sul tema.

### La versione di Judy Collins
La cantautrice americana Judy Collins ha interpretato una canzone dal titolo Anathea per tutto il 1963 (compresa un'interpretazione al Festival Folk di Newport 1963). Gli autori del testo, Neil Roth e Lydia Wood, hanno ripreso molti elementi della ballata ungherese Fehér Anna, compreso il nome del fratello della protagonista, László.

### La versione di Bob Dylan
Il giovane folk-singer Bob Dylan incise Seven Curses nel 1963, nel corso delle sessioni in studio per l'album The Times They Are a-Changin'. Il brano, non incluso nell'album, è comunque ripreso e reinterpretato da numerosi artisti.
Nel testo di Dylan la ragazza è impiccata insieme a suo padre, reo di aver rubato uno stallone. All'inizio la giovane prende del denaro e cerca di chiedere grazia al giudice, che le risponde: "L'oro non libererà mai vostro padre / il prezzo, mia cara, è che voi prendiate il suo posto" ("Gold will never free your father / the price my dear is you instead"). La ragazza accetta questo terribile scambio ma, risvegliandosi il mattino seguente, nota che suo padre è già stato impiccato. La figlia attende il suo stesso destino, non prima di aver mandato al giudice sette maledizioni (Seven Curses).

### La versione dei Led Zeppelin
Il gruppo inglese dei Led Zeppelin incisero la canzone nel 1970 per il loro terzo album, conosciuto come Led Zeppelin III. L'album marca un cambiamento significativo dello stile della band verso l'acustico, influenzato da un soggiorno di Jimmy Page e Robert Plant in un cottage chiamato Bron-Yr-Aur, nella campagna gallese.
Page s'ispirò alla versione di Fred Gerlach e sulla copertina dell'album la canzone viene così accreditata: "Arrangiamento tradizionale di Page e Plant". Nella versione dei Led Zeppelin, il boia, malgrado la brocca di vino che accetta dal condannato, procede comunque all'esecuzione.

#### Composizione
Gallows Pole inizia con un semplice ritmo di chitarra acustica che viene raggiunta pian piano dal mandolino, così come, lentamente, dal basso elettrico. In seguito si uniscono simultaneamente banjo e batteria. La strumentazione costruisce un crescendo che aumenta sempre di più man mano che la canzone acquisisce intensità. La progressione armonica della chitarra acustica è semplice con un ostinato basato su variazioni di accordo aperto in La e di accordi di Re e Sol. Page suona una chitarra acustica da dodici e sei corde e una chitarra elettrica (una Gibson Les Paul), mentre Jones suona basso e mandolino.
Page affermò che, come nel caso di The Battle of Evermore nel quarto album, la canzone sembrò emergere spontaneamente dal momento in cui sperimentò il banjo di Jones, uno strumento che non aveva mai suonato prima "l'avevo appena preso in mano e ho iniziato a muovere le dita fino al momento in cui gli accordi non suonarono nel modo giusto, come quando lavoro su composizioni quando le chitarre sono di accordature diverse". Il brano è inoltre uno dei preferiti di Page in Led Zeppelin III.
I Led Zeppelin eseguirono la canzone in poche occasioni durante il tour del 1971, mentre Plant nel 1975 incluse nei concerti dal vivo alcune parti del testo di Gallows Pole in Trampled Under Foot.

#### Accoglienza
In una recensione alla raccolta Led Zeppelin III (Deluxe Edition) Kristofer Lenz di Consequences of Sound diede un giudizio positivo al brano, affermando che la traccia "è un'eccellente rappresentazione della prodezza acustica di Page, di come la sua semplice chitarra acustica venga raggiunta dalla 12 corde e dal banjo". Lenz ha anche scritto che Jones riesce ad esprimere del divertimento mentre "col mandolino aggiunge un po' di vivacità al tutto".
Formazione
- Robert Plant: voce
- Jimmy Page: chitarre acustiche, chitarra elettrica, banjo
- John Paul Jones: basso, mandolino
- John Bonham: batteria